# Was (Not Was)
Was (Not Was) — американская музыкальная группа.
По словам музыкального сайта AllMusic, «братья Was со [своей] причудливой смесью фанка, панка и сюрреализма разбили жанровые границы и, к удивлению, у них были хиты». Музыку группы сайт характеризует как «современный танцевальный R&B с текстами в диапазоне от сатирических до странных».
Во главе группы два музыканта из Детройта Дэвид Вайсс (псевдоним Дэвид Воз, англ. David Was, в группе играет на флейте и пишет тексты песен) и Дон Фейгенсон (псевдоним Дон Воз, англ. Don Was, играет на бас-гитаре и пишет музыку), но фронтмены группы не они, а певцы Харри Боуэнс и Свит Пи Аткинсон.
Самые большие хиты группы — «Walk the Dinosaur» (7 место в США в 1989 г.) и «Spy in the House of Love» (16 место в 1988 г.), оба из альбома 1988 года What Up, Dog?.

## Дискография
- См. «Was (Not Was) § Discography» в английском разделе.